# Sitio megalítico de La Torre-La Janera
El sitio megalítico de La Torre-La Janera es un yacimiento arqueológico ubicado en la provincia española de Huelva.

## Descripción
El sitio megalítico de La Torre-La Janera está situado en los municipios onubenses de Ayamonte y Villablanca. Una prospección arqueológica realizada en 2018 con motivo de la puesta en cultivo de aguacates en la finca homónima (600 ha) identificó un elevado número de menhires y otros elementos. Como resultado la Consejería de Cultura de Patrimonio Histórico de la Junta de Andalucía adoptó varias medidas cautelares para su protección.
Se localiza en la margen izquierda del río Guadiana, en el espacio circundante al cerro de Monte Gordo. Es la elevación de mayor altitud (155 m sobre el nivel del mar) del entorno. Está a 2,5 km al este del Guadiana y a poco más de 15 km al norte de la actual línea de costa.
Con un número de menhires cifrado por alguna fuente en 526 unidades, el yacimiento de La Torre-La Janera se trataría del sitio del suroeste  peninsular con mayor concentración de este tipo de monumento megalítico. Parte de los menhires se encuentran dispuestos en dos crómlech. También se han encontrado dólmenes, túmulos, cistas y grabados rupestres. Otra fuente cifra la cantidad de menhires en más de 1000.